# Picrodendron baccatum
Picrodendron baccatum là một loài thực vật có hoa trong họ Picrodendraceae. Loài này được (L.) Krug & Urb. miêu tả khoa học đầu tiên năm 1892.